# Chiesa di Santa Maria a Pigli
La chiesa di Santa Maria a Pigli è una chiesa di Arezzo che si trova in località Pigli.
Probabilmente sorta come chiesa di un castello, è ricordata in antichi documenti come Santa Maria di Castroveteri.
Sebbene nel Trecento dipendesse dalla pieve a Quarto la chiesa, oggi di proprietà privata, risulta unita a quella di Sant'Andrea a Pigli già nel 1583. Sulla facciata si legge la data 1676. L'interno, dove si trovava un unico altare dedicato all'Assunta, era decorato da pitture, che nel 1583 furono fatte togliere per ordine del visitatore apostolico.